# سباق طواف فرنسا 1966
سباق طواف فرنسا 1966 من سلسلة سباقات سباق طواف فرنسا. أقيم هذا السباق في تاريخ 21 يونيو - 14 يوليو، 1966 على 22, including three split stages مراحل. بعد مرور 117 ساعة و34 دقيقة و21 ثانية وبعد طي 4303 كم بمتوسط 36.76 كم في الساعة فاز بالميدالية الذهبية لوسين أيمار من فرنسا، فيما حصد يان يانسن من هولندا الميدالية الفضية، وكانت الميدالية البرونزية من نصيب رايموند بوليدور من فرنسا.

## الميداليات
| ذهب                 | فضة                | برونز                   |
| لوسين أيمار - فرنسا | يان يانسن - هولندا | رايموند بوليدور - فرنسا |